# SGLT1
SGLT1 eller sodium-glucose cotransporter 1 (svenska: natrium-glukoskotransportprotein 1) är ett transmembrant enzym som medför natrium- och glukostransport i en så kallad symportmekanism, där båda substraten måste ingå för att de skall transporteras över cellmembranet. Detta är framför allt ett sätt att utnyttja koncentrationsskillnader i natrium för att driva transporten av glukos mot dess koncentrationsgradient. SGLT uttrycks i enterocyter i mag-tarmkanalen.